# 濱床丹臨時乘降場

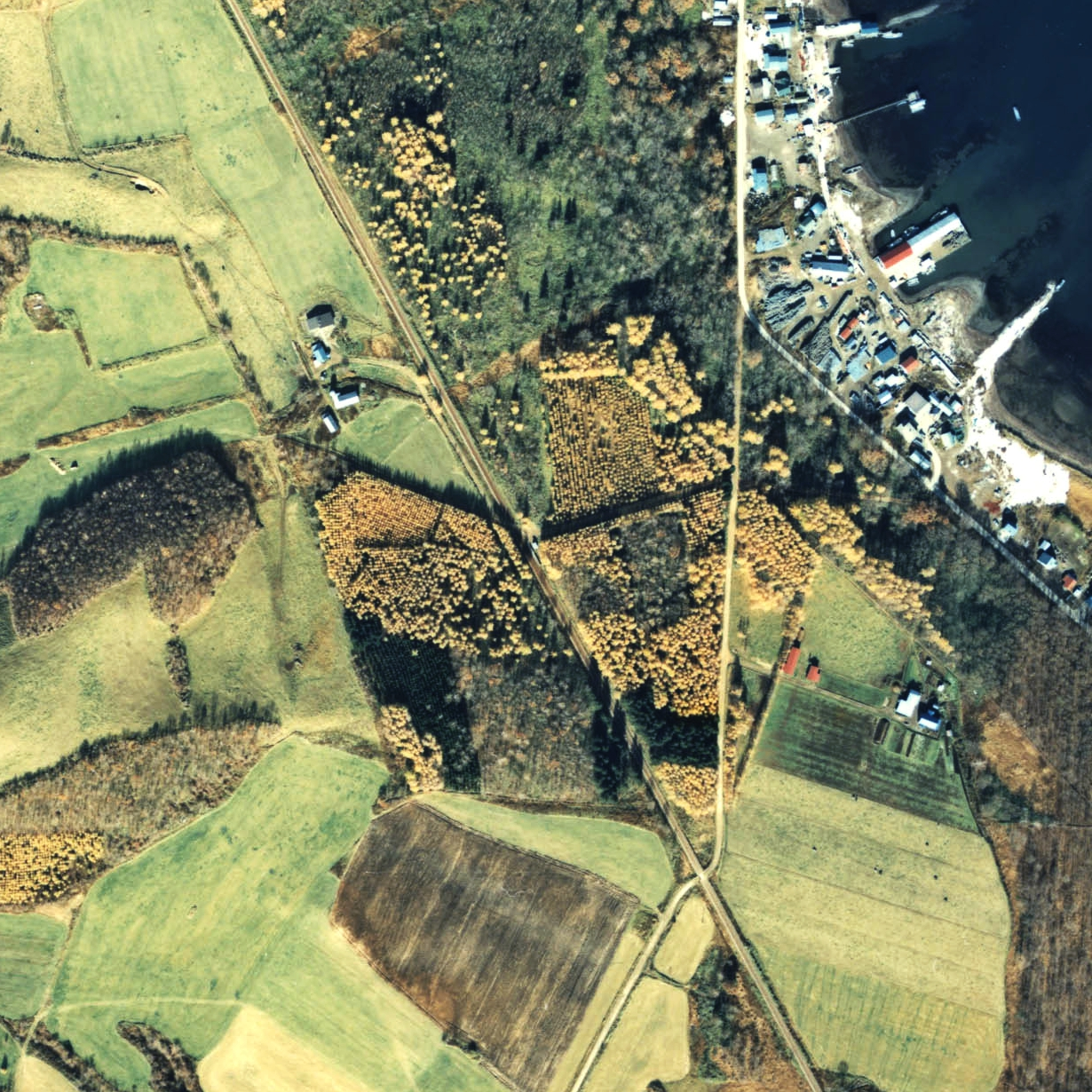
1977年的濱床丹臨時乘降場與方圓約750米範圍。下方為網走方向。靠近中湧別一方設有平交道和候車室。車站周邊都是森林，只有很少居民。右上方設有佐呂間湖畔村落。

濱床丹臨時乘降場（日语：／ Hama-Tokotan karijōkō-ba */?）是位於北海道常呂郡佐呂間町字若里，日本國有鐵道（國鐵）的湧網線臨時乘降場（廢站）。隨著湧網線廢線，臨時乘降場在1987年（昭和62年）3月20日廢除。

## 歷史
- 1956年（昭和31年）8月20日 - 日本國有鐵道湧網線濱床丹臨時乘降場（局（日语：鉄道管理局）設定）啟用[1]。
- 1987年（昭和62年）3月20日 - 湧網線全線廢除，此站也廢除[1]。

## 車站構造
截至車站廢除前，車站是一座地面車站，設有1面1線的單式月台。月台位於路軌西北方（網走方向的列車會開啟左邊車門）。此站沒有轉轍器。
在廢除前，此站為臨時乘降場，因此為無人車站。此站沒有車站大樓，月台南邊入口附近設有候車室。月台靠近中湧別一方設有斜道。

## 站名的由來
臨時乘降場取自所在地區「床丹」中，靠近海濱一方而得名。

## 車站周邊
- 床丹川[4]
- 佐呂間湖[4]
- 佐呂間町親睦巴士（日语：佐呂間町ふれあいバス）（自由上下車區間（日语：フリー乗降制））

## 現況
截至2011年（平成23年），臨時乘降場變成草地，路軌遺址變成了未鋪裝的道路。路線上還保留了防雪林。

## 相鄰車站
日本國有鐵道
湧網線 
計呂地－濱床丹臨時乘降場－床丹

## 注腳
1. 1 2 3 4  石野哲（編）. . JTB. 1998: 915. ISBN 978-4-533-02980-6 （日语）.
2. 1 2 3  工藤裕之. . 北海道新聞社. 2011-12: p.162,175. ISBN 978-4894536197 （日语）.
3. ↑  太田幸夫. . 富士Comtem. 2004-2: 169. ISBN 978-4893915498 （日语）.
4. 1 2  . 地勢堂. 1980-3: 19 （日语）.
5. ↑  本久公洋. . 北海道新聞社. 2011-9: 101. ISBN 978-4894536128 （日语）.